# Battaglia di Oltu
Le battaglie di Oltu furono in realtà due battaglie tra le truppe armene e le milizie turche. La prima battaglia avvenne dal 18 giugno al 25 giugno 1920 nel distretto di Oltu, nell'odierna Turchia. La seconda avvenne quando le truppe turche scacciarono le truppe armene dal distretto di Oltu il 3-5 settembre 1920.

## Sfondo
La prima guerra mondiale era terminata con l'Impero ottomano sconfitto. L'Impero russo si era disintegrato durante la guerra civile russa con la formazione di governi separati in Georgia e Armenia. Il trattato di Sèvres che stabiliva i nuovi confini per l'Impero ottomano non era ancora stato firmato. Il distretto di Oltu, noto allora come Ardahan-Olty, fu annesso dalla Russia nel 1878 e la Georgia ne assunse l'autorità de jure quando rivendicò l'indipendenza il 26 maggio 1918. Anche la Prima Repubblica di Armenia assunse de jure l'autorità su questa regione il 28 maggio 1918.

## Prima battaglia
Il conflitto sorse quando la Repubblica Democratica della Georgia non riuscì a mantenere il controllo sulla sua provincia più occidentale, il distretto di Oltu, e i signori locali musulmani assunsero il controllo al suo posto. Le tribù turche locali si scontrarono con le truppe di confine armene e di conseguenza il comandante armeno locale avviò una spedizione punitiva nel distretto di Oltu. Il 16 giugno 1920 le forze armene invasero il distretto di Oltu e lo annessero alla Prima Repubblica di Armenia. Nel frattempo, venne firmato il trattato di Sèvres che confermava la validità dello Stato armeno, ma conferendo all'Armenia molti territori in meno di quanto originariamente proposti da Woodrow Wilson.

## Seconda battaglia
Ad agosto, il governo armeno tentò di occupare il distretto di Oltu. In risposta, il 3 settembre il generale Kâzım Karabekir guidò quattro battaglioni turchi nel distretto scacciando gli armeni. Karabekir si spinse in seguito nello Stato armena il 20 settembre spingendo il governo armeno a dichiarare guerra alla Turchia quattro giorni dopo. Da tale evento seguì così la guerra turco-armena.